# Cornutiplusia circumflexa
Cornutiplusia circumflexa là một loài bướm đêm trong họ Noctuidae.